# Catholic Answers
Catholic Answers è un'organizzazione no-profit con sede ad El Cajon, California. 
L'associazione, fondata dall'apologeta cattolico Karl Keating nel 1979, ha lo scopo di "spiegare e difendere la fede cattolica". Catholic Answers è attivo con il Catholic Answers Magazine, un periodico bimestrale e magazine on-line che tratta temi di dottrina, teologia, storia della chiesa, apologetica e diritto canonico. Inoltre il magazine è attivo sui social media, tra cui Twitter, Youtube ed Instagram, attraverso i quali pubblica quotidianamente contenuti di apologetica e risposte in stile Q&A.
Ad oggi l'organizzazione conta decine di apologeti, sia laici che membri del clero, fra i quali Trent Horn, Joe Heschmeyer, Jimmy Akin e numerosi altri.

## Storia
Catholic Answers nasce nel 1979 quando fondatore, l'avvocato di San Diego, Karl Keating, a seguito di un attacco teologico mosso al termine di una messa domenicale contro il concetto cattolico di Eucaristia, decise di rispondere alla chiesa protestante di stampo anticattolico che aveva mosso la critica con una lettera che difendesse le basi teologiche e bibliche della Santa Comunione e confutasse le accuse anti-cattoliche. La lettera era firmata "Catholic Answers".
Nel 1986, ha lanciato una newsletter mensile per aiutare le persone nel campo dell'apologetica.
A partire dal 1988 Catholic Answers divenne l'impiego a tempo pieno di Karl, che decise di aprire un ufficio dedicato all'apologetica e di assumere uno staff. Nello stesso anno, Keating pubblicò il libro, Catholicism and Fundamentalism, una raccolta di articoli di giornale apologetici che aveva scritto durante un periodo di 30 settimane che divenne uno dei libri di apologetica cattolica più venduti di tutti i tempi.
Ad oggi l'associazione conta decine di membri dediti all'apologetica e centinaia di migliaia di seguaci in tutto il mondo.